# Die Freundin
Die Freundin (vertaald 'De Vriendin') is een maand- en later weekblad dat tussen 1924 en maart 1933 verscheen en zich richtte op lesbische vrouwen. Het blad was een van eerste bladen expliciet op lesbische vrouwen gericht en hoewel er meerdere bladen bestonden die zich richtten op lesbiennes in de Weimarrepubliek, was het verreweg het meest bekende blad. Het blad werd een gedeelte van 1928/1929 wettelijk verboden, waarna een tijdelijke vervanger met de naam Ledige Frauen (vertaald: ongetrouwde vrouwen) verscheen.
Het tijdschrift werd gepubliceerd door Friedrich Radszuweit die tevens voorzitter was van de Bund für Menschenrecht, een politieke bond die onder meer probeerde paragraaf 175 af te schaffen en homo-emancipatie te bevorderen. Deze politieke punten waren ook in het tijdschrift terug te vinden. Het blad had een heftige concurrentie met Frauenliebe en diens opvolger Garçonne, die beiden werden uitgegeven door Karl Bergmann, die lid en mogelijk voorzitter was van de Deutschen Freundschaftsverband. Desondanks had Die Freundschaft (net als de andere bladen) een verbindende functie in de lesbische scene; clubs als Monbijou en Violetta adverteerden er regelmatig in. Het blad werd in 1933 door de nazi's verboden.

## Inhoud
Zoals al gemeld had het blad zowel een politieke component als een sociale component. Ook werd naakt niet geschuwd. Tot en met 1932 had het tijdschrift veelal een voorpagina met daarop een foto van een naakte vrouw, hoewel ook geklede vrouwen incidenteel hun opmaat maakten, zoals Lotte Hahm die Damesclub Violetta organiseerde.
Na de voorpagina volgde een aantal artikelen, die veelal aan de lhbti-wereld gerelateerd waren. Zo was er ruime aandacht voor de mensen die in deze tijd nog 'transvestiten' genoemd werden, maar veel informatie was specifiek voor lesbische vrouwen bedoeld. Het tijdschrift sloot af met een reeks advertenties. De meeste weekbladen waren slechts acht pagina's lang.

### Auteurs
De uitgever Friedrich Radszuweit trad in het tijdschrift ook incidenteel op als schrijver. Niet alle schrijvers en schrijfsters schreven onder hun eigen naam of hun volledige naam. Toch had Radszuweit ook een grote naam als Ruth Roellig gestrikt. Roellig zou in 1928 een toeristische gids voor lesbische bars schrijven en uitgroeien tot een van de bekendste schrijvers van de lesbische scene in de Weimarrepubliek. Ook Selli Engler, de uitgeefster van Die BIF, een ander lesbisch tijdschrift, schreef na de opheffing van haar tijdschrift voor Die Freundin.

## Ontvangst
Door de voorpagina en door de focus op lesbische vrouwen was het blad vrij expliciet en werd het al snel tot de zogeheten Schmutz und Schund-literatuur gerekend. Deze literatuur mocht vanaf 1926 niet meer openbaar getoond worden en moest dus onder de toonbank verkocht worden. Zo kon het dat een lesbienne die na de Tweede Wereldoorlog in aanraking kwam met het blad verrast was; zij, en de lesbiennes die zij kende, hadden nog nooit van het blad gehoord. In 1928/1929 zou het blad een periode, doordat het op de Schmut und Schund-lijst terecht was gekomen, helemaal niet meer verkocht worden.
Het kopen van het blad was ook een vrij heikele aangelegenheid. Eén lezeres zou hierover zeggen: "Ik kocht het [Die Freundin] op plekken waar ik niet bekend was, een kiosk waar niemand me kende... Je voelde je alsof je een bom in je zak had. Ik probeerde het te lezen waar ik maar kon. Op het toilet! Waar niemand je kon storen, dat is waar ik het las."

## Galerie

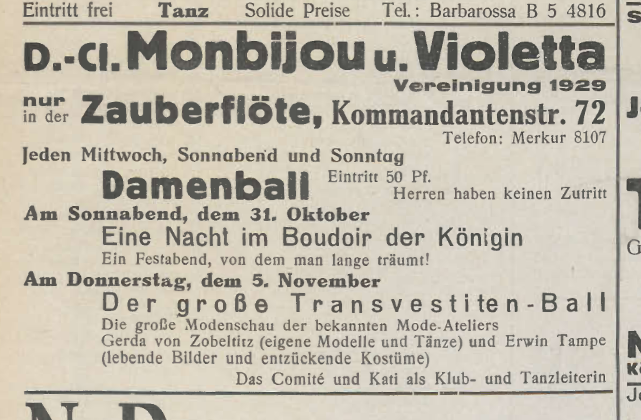
Reclame voor Monbijou en Violetta in Die Freundin (1931)
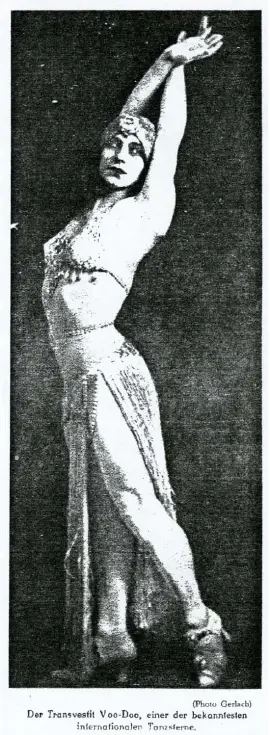
Foto van crossdresser Willi Pape in Die Freundin (1927)